# Lleonci de Neàpolis
Lleonci de Neàpolis (grec antic: Λεόντιος, llatí: Leontius) va ser un bisbe xipriota de la ciutat de Neàpolis o Hagiòpolis, segurament una ciutat sorgida de les ruïnes d'Amathus, segons Michel Le Quien.
Cesare Baronio no obstant li assigna com a seu la de Constància (Salamina de Xipre) però al Concili de Nicea de l'any 787 expressament signa com a bisbe de Neàpolis de Xipre. Va morir aproximadament entre els anys 620 i 630.
Les seves principals obres van ser:
- 1. Λόγοι ὑπὲρ τῆς Χριστιανῶν ἀπολογίας κατὰ Ἰουδαίων καὶ περὶ κἰκόνων τῶν ἁγίων, Sermones pro Defensione Christianorum contra Judaeos ac de Imaginibus Sanctis. Un extracte del cinquè d'aquests sermons es va llegir al Concili de Nicea per defensar l'ús de les imatges a les esglésies.
- 2. Βίος τοῦ ἁγίου Ἰωάννου ἀρχιεπισκόπου Ἀλεχανδρείας τοῦ Ἐλεήμονος, Vita Sancti Joannis Archiepiscopi Alexandriae Cognomento Eleemonis s. Eleemosynarii. Aquest Joan d'Alexandria va morir l'any 616.
- 3. Βίος τοῦ ὁσίου Συμεὼν τοῦ σαλοῦ, Vita Sancti Symeonis Simplicis, o Βίος καὶ πολιτεία τοῦ ἀββᾶ Συμεὼν τοῦ διὰ Χριστοῦ ἐπονομασθέντος Σαλοῦ, Vita et Conversatio Abbatis Symeonis qui cognominatus est Stultus propter Christum. Una hagiografia de Simeó Estulte on parla dels seus suposats miracles.
- 4. Sermo in Simeonem quando Dominum in Ulnas suscepit.
- 5. In Diem festum mediae Pentecosts.
- 6. In Diem festum mediae Petecostes et in Caecum a Nativitate; necnon in illud: Nolite judicare secundum faciem, que Fabricius inclou a la Bibliotheca Graeca.
- 7. Παραλλήλων λόγοι β᾽, Parallelorum, s. Locorum communium Theologicorum Libri. En dos llibres. S'ha pensat que l'obra de Joan Damascè titulada Ἱερὰ παράλληλα es podia basar en aquest llibre.

Se sap també que va escriure moltes homilies en honor dels sants (ἐγκώμια), i per a les festes de l'església (πανηγυρικοὶ λόγοι), especialment una sobre la celebració de la Transfiguració de Jesús.